# بلبل رمادي العينين
بلبل رمادي العينين (الاسم العلمي: Iole propinqua) هو نوع من فصيلة بلبل.